# Septfontaines (kanton Luksemburg)
Septfontaines (lb. Siweburen, niem. Siebenbrunnen) – mała miejscowość (lieu-dit) w południowym Luksemburgu, w mieście Luksemburg, w kantonie Luksemburg.